# Oedemera nobilis
Az Oedemera nobilis a rovarok (Insecta) osztályának a bogarak (Coleoptera) rendjébe, ezen belül a mindenevő bogarak (Polyphaga) alrendjébe és az álcincérfélék (Oedemeridae) családjába tartozó faj.

## Előfordulása
Az Oedemera nobilis előfordulási területe az egész Dél-Európa. Anglia déli részén is fellelhető.

## Megjelenése
A bogár testhossza 8-10 milliméter. A testalkata karcsú; színezete fémesen zöld. A hím hátsó lábai jóval vastagabbak, mint a nőstényé.

## Életmódja
Ezt az apró bogarat a kertek virágain, sövényeken és a vadonban számos más helyen is láthatjuk. A lárva különböző növények üres szárában él és táplálkozik. Az imágó kora nyáron bújik elő. A kifejlett rovar különböző őszirózsafélék (Asteraceae) virágporát fogyasztja.